# Josef Pospichil
Josef Pospichil (ur. 4 września 1902, zm. 14 lutego 1948) – zbrodniarz hitlerowski, członek załogi niemieckich obozów koncentracyjnych Majdanek i Natzweiler-Struthof oraz SS-Unterscharführer.
Obywatel czechosłowacki narodowości niemieckiej. W czasie II wojny światowej pełnił służbę w obozie koncentracyjnym Lublin (Majdanek) oraz podobozie Natzweiler - Vaihingen. Na Majdanku brał udział między innymi w akcji Erntefest w początkach listopada 1943, kiedy w masowych egzekucjach rozstrzelano około 17 tysięcy Żydów. Natomiast w Vaihingen kierował kuchnią więźniarską. Katował wówczas więźniów i ograniczał ich dostęp do pożywienia, powodując śmierć wielu z nich.
Pospichil został skazany na karę śmierci przez rozstrzelanie przez francuski Trybunał Wojskowy w Rastatt w trzecim procesie załogi Natzweiler-Struthof. Wyrok wykonano w lutym 1948 w lesie Baden-Oos.